# Campeonato Sergipano de Futebol de 1977
O Campeonato Sergipano de Futebol de 1977 foi a 54º edição da divisão principal do campeonato estadual de Sergipe. O campeão foi o Confiança que conquistou seu 8º título na história da competição. O artilheiro do campeonato foi Peribaldo, jogador do Sergipe, com 25 gols marcados.

## Premiação
| Campeonato Sergipano de 1977  |
| Aracaju                       |
| ----------------------------- |
| Confiança Campeão (8º título) |